# Tomomasa Nakagawa
Tomomasa Nakagawa (japanisch 中川 智正 Nakagawa Tomomasa; * 25. Oktober 1962 in Okayama; † 6. Juli 2018 in Hiroshima) war ein Anhänger der religiösen Bewegung Aum Shinrikyo. Er erwarb an der
Technischen Universität für Medizin in Kyoto einen Abschluss. Er wurde 1995 von der Polizei wegen seiner Beteiligung an einem Anschlag mit Saringas in der U-Bahn in Tokio festgenommen. 2009 wurde er zum Tode verurteilt und am 6. Juli 2018 in der Außenstelle Hiroshima des Untersuchungsgefängnises Tokio gehängt.

## Aum Shinrikyo
Im Februar 1988 schloss sich Nakagawa der Aum-Sekte an, nachdem er sich bereits zuvor mit Meditation und veränderten Bewusstseinszuständen beschäftigt haben soll.
Am 31. August 1989 entschied er sich, dauerhaft auf den Geländen der Aum-Religion zu leben, und wurde Asaharas Leibarzt.

## Prozess
Nakagawa wurde 2009 in 11 Anklagepunkten schuldig gesprochen und zum Tode verurteilt, als Mittäter bei Verbrechen, bei denen mehr als 20 Menschen getötet wurden.

## Letzte Jahre
Der 55-jährige Tomomasa Nakagawa kommunizierte auch nach seiner Verlegung von Tokio in das Hiroshima-Haftzentrum im Westen Japans, im März 2018, während der letzten Monate seines Lebens, weiterhin mit dem Toxikologen Anthony Tu, Professor an der Colorado State University.
Gemeinsam veröffentlichten beide einen wissenschaftlichen Fachartikel über den Nervenkampfstoff VX.
„Ich entschuldige mich von ganzem Herzen bei den Opfern“, gehörte zu den letzten Worten von Tomomasa Nakagawa vor seiner Hinrichtung. Er sagte auch: „Ich bedanke mich bei meinen Unterstützern und Anwälten.“